# Tony Aless
Anthony Aless (Garfield, 28 agosto 1921 – Flashing, 23 settembre 1985) è stato un pianista statunitense.

## Biografia
Anthony "Tony" Aless era di origini italiane (vero nome Anthony Alessandrini). La sua carriera di pianista jazz inizio quando ancora diciassettenne, grazie all'interessamento del grande trombettista Bunny Berigan, ottenne il suo primo ingaggio. Successivamente suonò per altri grandi del jazz, Teddy Powell e Charlie Spivak tra gli altri. Nel 1946 sostituì il pianista Ralph Burns nell'orchestra di Woody Herman, che lasciò nel 1949.
In seguito si dedicò all'attività didattica al conservatorio di New York, per poi ritornare sulla scena jazzistica suonando in trasmissioni radio o come sideman negli studi di registrazione.